# Cantera
Cantera, wat "steengroeve" betekent in het Spaans, is de term die gebruikt wordt om de jeugdopleidingen van Spaanse voetbalclubs aan te duiden. Een speler uit de cantera wordt een canterano genoemd (meervoud: canteranos). De meest befaamde cantera's zijn die van FC Barcelona, Real Madrid CF en Athletic Bilbao. Vooral bij Barcelona en Bilbao spelen veel canteranos in het eerste elftal. 

## FC Barcelona
De jeugdopleiding van FC Barcelona is gevestigd in La Masía en omvat twaalf elftallen. Barça Atlètic is het respectievelijk tweede elftal van de club. De echte jeugdelftallen zijn de Juvenil A (onder 19 jaar), de Juvenil B (onder 17 jaar), de Cadete A (onder 15 jaar), de Cadete B (onder 14 jaar), de Infantil A (onder 13 jaar), de Infantil B (onder 12 jaar), de Alevin A, de Alevin B, de Benjamin A en de Benjamin B. Door de jaren hebben vele spelers uit de cantera het eerste elftal gehaald (Periode 1978-2003). In de kampioensjaren 2005 en 2006 waren bij FC Barcelona de canteranos Víctor Valdés, Carles Puyol, Oleguer Presas Renom, Xavi Hernández, Andrés Iniesta en Lionel Messi vaste waarden voor het eerste elftal. Enkele bekende spelers uit de cantera van FC Barcelona zijn: 
- Jordi Cruijff
- Cesc Fàbregas
- Luis García
- Josep Guardiola
- Andrés Iniesta
- Albert Luque
- Lionel Messi
- Iván de la Peña
- Carles Puyol
- Sergi
- Víctor Valdés
- Xavi
- Bojan
- Giovani dos Santos
- Sergio Busquets

### FC Barcelona Juvenil A
FC Barcelona Juvenil A is het hoogste jeugdelftal van FC Barcelona. Het team komt uit in de Spaanse División de Honor. 
De Juvenil A van FC Barcelona is met achttien bekers de meest succesvolle club in de Copa del Rey Juvenil, het equivalent voor jeugdteams van de Copa del Rey. De blaugranas wonnen in 1951 de eerste editie. Na winst in 1959 was de Juvenil A van de club de sterkste in de Copa del Rey Juvenil van 1973 tot 1977. Onder aanvoering van Guillermo Amor, later speler van FC Barcelona's Dream Team, werd  in 1986 en 1987 de beker gewonnen ten koste van Real Madrid CF (6-3 in 1986, 2-1 in 1987). Ook Albert Ferrer en de in 2006 overleden Sergi López waren er destijds bij. In 1989 werd Athletic Bilbao met 3-2 verslagen. In 1990, met Josep Guardiola in het elftal, werd in de finale met 4-2 verloren van Real Betis. Een nieuwe succesvolle Juvenil A was er in 1994 toen onder meer Enrique Álvarez, Albert Celades, Roger García en Iván de la Peña met 2-1 wonnen van het Real Madrid van Raúl González Blanco. De beker-winnende Juvenil A van 1996 had met Carles Puyol en Gerard López twee spelers die later het eerste elftal zouden bereiken. Ook in 1996 was Real Madrid de tegenstander in de finale en ditmaal won de Juvenil A met 4-2. 
Een jaar later waren Xavi Hernández, Gabri en Luis García verliezend finalist met de Juvenil A. In de bekerfinale was Sevilla FC met 2-1 te sterk. Onder meer Mikel Arteta, Víctor Valdés en Fernando Navarro waren in 2000 met de Juvenil A in de bekerfinale met 2-1 te sterk voor RCD Mallorca. Bovendien werd de finale gehaald van de Copa de Campeones. Twee jaar later won FC Barcelona opnieuw met 2-1 van RCD Mallorca en ditmaal waren Joan Verdú, Daniel Fernández Artola en Sergio García de sterren van de Juvenil A. In 2005 werd onder aanvoering van Marc Valiente het kampioenschap in de División de Honor, de Copa de Campeones (bekertoernooi tussen de zes regionale winnaars van de División de Honor) én de Copa del Rey Juvenil gewonnen. In de bekerfinale won de Juvenil A met 2-0 van Sporting Gijón. Naast Valiente behoorden destijds ook onder meer Toni Calvo en Franck Songo'o tot het elftal. In het seizoen 2005/2006 verdedigde de Juvenil A met Giovani dos Santos, Marc Crosas, Iago Falque, Jeffrén Suárez en Bojan Krkić met succes het kampioenschap van de División de Honor en de Copa del Rey Juvenil (2-0 winst tegen Real Zaragoza). De Copa de Campeones werd niet geprolongeerd, doordat de Juvenil A in de halve finale verloor van Real Madrid. In 2008 was een team met onder meer Iago Falque, Rubén Rochina en Andreu Fontàs verliezend finalist in de Copa del Rey Juvenil tegen Sevilla FC. In 2009 won de Juvenil A zowel het regionale kampioenschap als de Copa de Campeones. In de finale van de Copa de Campeones werd met 2-0 gewonnen van Celta de Vigo door doelpunten van aanvoerder Jonathan Dos Santos en Adrià Carmona. In 2011 won de Juvenil A onder leiding van Óscar García de triplet: het regionale kampioenschap, de Copa de Campeones en de Copa del Rey. Hetzelfde jaar nam het team voor het eerst deel aan de The NextGen Series, een Europees clubtoernooi voor hoogste jeugdelftallen. De Juvenil A won in 2014 onder leiding van Jordi Vinyals de eerste editie van de UEFA Youth League.

#### Gewonnen prijzen
- Kampioen División de Honor Grupo 3: onder andere 1994, 2005, 2006, 2009, 2010, 2011, 2013, 2014
- Copa de Campeones: 2005, 2009, 2011
- Copa del Rey Juvenil (18x): 1951, 1959, 1973, 1974, 1975, 1976, 1977, 1980, 1986, 1987, 1989, 1994, 1996, 2000, 2002, 2005, 2006, 2011
- UEFA Youth League: 2014

## Athletic Bilbao
Athletic heeft sinds 1912 een beleid om alleen Baskische voetballers bij de club te laten spelen. Een aanzienlijk deel van deze spelers komt uit de eigen cantera. Enkele bekende spelers uit de cantera van Athletic zijn: 
- Julen Guerrero
- Asier del Horno
- Aitor Karanka
- Fernando Llorente
- Francisco Yeste
- Telmo Zarra
- Iker Muniain

## Real Madrid
Ook de cantera van Real Madrid heeft verschillende bekende voetballers opgeleverd. Zelfs onder voorzitter Florentino Pérez en zijn Galácticos bleef de cantera belangrijk door middel van het beleid van "Zidanes y Pavónes", dat stond voor supersterren (naar Zinédine Zidane) en zelf opgeleide spelers (naar Francisco Pavón). Enkele bekende spelers uit de cantera van Real Madrid zijn: 
- Alfonso
- Santiago Cañizares
- Emilio Butragueño
- Iker Casillas
- Dani García
- Guti
- Juanfran
- Míchel
- Javier Portillo
- Raúl González Blanco
- Miguel Torres

## Recente ontwikkelingen
De cantera's van de Spaanse clubs zijn steeds vaker het doelwit van de Engelse topclubs. In Spanje mogen voetballers voor hun achttiende verjaardag in Spanje geen profcontract tekenen, maar in Engeland mag dat al op zestienjarige leeftijd. Hierdoor hebben recentelijk diverse spelers de lucratieve overstap van Spanje naar de Premier League-clubs gemaakt: Cesc Fàbregas (destijds 16 jaar) ging in 2003 van FC Barcelona naar Arsenal FC, Fran Mérida (16 jaar oud) volgde in 2006 dezelfde weg, Gerard Piqué (17 jaar oud) vertrok in 2004 van FC Barcelona naar Manchester United FC, Miki Roqué (17 jaar oud) en Antonio Barragán (18 jaar oud) gingen in 2005 van de jeugdelftallen van respectievelijk UE Lleida en Sevilla FC naar Liverpool FC, en in 2006 werd Sergio Tejera (16 jaar oud) van RCD Espanyol naar Chelsea FC gehaald. Bovendien kwam Chelsea FC in april 2006 met plannen om een samenwerking aan te gaan met Sporting Gijón om zo te kunnen profiteren van de cantera van de club uit Asturië.